# Raul Cruz
Raul Cruz (Curitiba, 15 de fevereiro de 1957 - Curitiba, abril de 1993) foi um artista plástico, cenógrafo, dramaturgo e diretor teatral brasileiro, sendo um dos representantes da Geração 80 no estado do Paraná.
Cursou a Escola de Música e Belas Artes do Paraná, cursando três anos, mas sem concluir. Na década de 1980, produziu gravuras e litogravuras e produziu cenários de peças no Teatro Guaíra e em 1987 começou a  escrever e dirigir peças teatrais e paralelamente, produziu e expôs sua produção artística em exposições nacionais, como: XI Encontro de Arte, Escola de Música e Belas Artes do Paraná, XXXVIII Salão Paranaense, Exposição do Museu de Arte do Rio Grande do Sul, Galeria Centro Cultural Brasil/Estados Unidos, Seis pintores contemporâneos do Paraná na Pinacoteca do Estado de São Paulo, entre outros.
Na década de 1980, Raul fez parte dos grupos de teatro Bicicleta e no Moto Contínuo junto com Geraldo Leão, Eliane Prolik, Denise Bandeira, Rossana Guimarães e Mohamed Ali El Assal.
Produziu pinturas e desenhos em nanquim, lápis e sanguínea sobre papel e seus trabalhos fazem parte de acervos de importantes instituições como Museu de Arte Contemporânea, Casa da Imagem e Som e Fundação Cultural de Curitiba.
Faleceu em 1993 em virtude da AIDS.